# 隣人13号
『隣人13号』（りんじん13ごう）は、井上三太による日本の漫画作品。2005年には劇場用映画も公開された。通称「隣13（りんじゅうさん）」。

## 概要
いじめと解離性同一性障害（二重人格）を題材にしたサイコ・スリラーである。ただし、リアリスティックに描いてある訳では無く、カリカチュア化された描き方がなされている。井上作品の特徴ともいえる個性的な脇役も数多く登場する。
舞台は神奈川県藤沢市とその周辺。ただし、主人公がいじめられていた小学校は東京都内にあると見られる。
1993年より漫画雑誌『コミックスコラ』に連載されたが、1994年には同誌が休刊となり一時期中断された。その後、インターネット上で続編が掲載され、ソニー・マガジンズより単行本（全3巻）が発刊された。その後、単行本はソニー・マガジンズよりコミック事業を継承した幻冬舎コミックスより発行されている。
執筆のきっかけは、過去に半裸姿の近所の男性に、部屋の窓を石で割られ、友人宅に避難して戻ってくると、金属製のドアがボコボコに破損されていたという恐怖体験から。(コミッカーズ 連載対談「井上三太のあの人に会いたい」第4回 井筒和幸 1997年6月号)

## ストーリー
建設作業員村崎十三（じゅうぞう）は、小学生時代にいじめられ、同級生赤井トールに硫酸で顔を焼かれた。顔を焼かれた瞬間、臆病な十三の心の中に13号という凶暴な別人格が宿る事となった。
13号は、硫酸をかけた赤井に復讐すべく、赤井の住むアパートに引っ越し、十三を恫喝しつつ今は平穏な家庭を築いている赤井に接近していく。建設現場のリーダーになっていた赤井は相変わらずの性格で、十三が同級生であったこともすでに忘れ去っており、新入りの彼をいじめる。
復讐の実行段階に至っても消極的な十三を13号は恫喝し、少しずつ十三の人格を乗っ取ってゆく。そしてある時、些細なトラブルから隣居の中年男性を惨殺してしまう。警察は中年男性が金銭面でトラブルを抱えていた事を中心に捜査を始めるが、孤高の老刑事ビデさんは長年の勘から十三に目を付ける。
そんなある日、いじめに耐えかねた13号は、赤井に閉じ込められた簡易便所のドアを壊す。この暴挙は赤井を驚かせると同時に、十三同様にいじめの標的となっていた気弱な作業員関肇を感嘆させ、心酔させる。関と親しくなった十三は、関に己の過去と13号が計画する恐るべき復讐を話してしまう。
そして、順調に思われた復讐計画は次第に狂いだしていく……

## 登場人物
村崎十三
本編の主人公。小学生時代に凄惨ないじめに遭遇。理科室で赤井から硫酸をかけられ顔面に大怪我を負い、転校を余儀なくされてしまう。爛れた顔を隠すために現在はビニール製の仮面を被っている。生い立ちゆえにか善良ではあるがオドオドした性格で、何事に対しても消極的。オレンジのダウンジャケットを着ている。自宅には任侠映画や高倉健のポスターが数多く貼られている。
終盤、赤井に対して本格的な復讐に乗り出した13号に体を乗っ取られてしまうが、追い詰められた赤井から謝罪の言葉をかけられた13号が動揺している隙をつき、13号を追い出して体を取り戻した。
13号
十三の心に巣食う別人格で十三と共に赤井に復讐を誓う。臆病な十三とは対照的に非常に短気で暴力的かつ残忍な性格で、復讐達成のためなら手段を選ばず、無関係の人間を巻き込むことすら辞さない。彼の人格になると、身体能力も十三の時に比べ大幅に強化され、車に轢かれても怪我一つしないなど人間離れしたものとなる。十三と体を共にしている為、十三のピンチは手助けをするが、十三の過剰な臆病さにイラ立つ事もある。
終盤では十三の体を完全に乗っ取ってトールを真夜中の学校に誘い出し、復讐の最終段階まで追い詰めていったが、トール自身の口から過去の所業を詫びる言葉を聞かされたことで動揺した末に肉体を追い出されて消滅する。
赤井トール
過去に村崎十三をいじめていた張本人。学生時代は暴走族「犬」の総長を務めていた。現在は建築会社の作業員をしている。大人になった現在でも相変わらず弱いものいじめをしている陰湿で狭量な性格だが、反面身内と認めた相手には優しく接している。そのせいか子分からは慕われており、家庭ではよき夫、よき父親という一面もある。口癖は「大げさなんだよ」。
13号に子供を殺害されたことで幸福な生活が一変し、精神崩壊寸前にまで追いつめられるが、同窓会と称した挑戦状が届けられたことで、十三がかつての同級生だったことを思い出すと共に、子供を殺害した犯人であることに気づき、復讐を果たしけじめをつけるべく、ライフルを片手に小学校時代の母校へと乗り込んでいくも、十三の中に潜む13号の凶器を前になすすべもなく追い詰められ、死を覚悟する。一瞬の緊張の中、自身が犯した過去の所業の重さを自覚して心から悔い、十三に心から詫びの言葉を送ったことで13号の人格を消滅させた。
赤井のぞみ
トールの妻。元レディース「猫」のリーダー。かつてはトールと共に荒んだ生活を送っていたが、現在は常識的で温和な母親となっている。実家は一軒家であり、中流家庭で育ったことがうかがえる。
赤井勇気
トールとのぞみの息子。3歳。子供らしい人懐っこい性格。偶然にも13号の殺人現場を目撃していたため彼に対して強い警戒心を抱いており、物語中盤で13号によって殺害される。
関肇
十三の建設作業員の同僚で友人。職場では赤井のいじめの恰好の標的となっている。十三同様、臆病な性格だが正義感は強い。アニメーターを目指しているが不採用通知ばかりが届く日々が続いており、実家に戻ることを考えつつある。十三に巣食う13号の事実を知っても十三を友達として受け入れたが、秘密を知ってしまったため13号に殺害された。新興宗教団体「やすらぎの家」の信者でもある。
死神
トールの暴走族時代の後輩。失神するまで殴られる「犬」入団試験において、最後まで団員を挑発して耐え続け入団。その際にトールにカッターで額を傷つけられ、現在も傷が残っている。トールのカッコよさに惚れ込み、一生ついていく決意をする。トールが引退後は「犬」の総長となった。背の低さに強い劣等感を抱いており、馬鹿にした新入りの指を食いちぎる程。
バルーン
坊主頭で大柄な体躯の死神の片腕。いつもは鼻水を垂らしてぼけーっとしているが、危機が迫ると怪力を発揮する。
映画版には登場しない。
二階堂
関が信奉している宗教団体「やすらぎの家」の教祖。後半においては麻原彰晃に酷似した外見に激変している。なお、「やすらぎの家」本部は中華料理屋の二階に存在する。
映画版には登場しない。
きつね
「やすらぎの家」の女性信者。教祖の愛人兼片腕的存在で、ロシアに駐在していた。顔は狐顔だがメーテルに似た服装をしている。
映画版には登場しない。
ビデさん
定年退職間近の老刑事。ニックネームは、本来はヒデさんだったが、トイレのビデを誤用してしまった事からいつのまにかこの名が定着してしまった。集団行動を嫌い、あくまでも一匹狼として捜査を進める昔ながらの刑事。同僚からは煙たがれる反面、ある程度の敬意も表されている。
映画版には未登場。
ヒデ
ビデさんの息子。家庭内暴力を頻発させる暴力団構成員。内心では父であるビデさんを尊敬しており、13号に対して復讐を誓う。
映画版には未登場で、物語中盤での彼の役割は死神が担う。
ホクロ田
ビデさんの同僚刑事。額のホクロが特徴。ビデさんの遺志を継いで13号による殺人事件を調査する優秀な警察官。
映画版には未登場。

## 単行本

### 通常版
- 井上三太『隣人13号』スコラ〈スコラSC〉全3巻

1. 1994年2月、ISBN 978-4796296144。
2. 1994年6月、ISBN 978-4796296328。
3. 1996年9月、ISBN 978-4796296984。

- 井上三太『隣人13号』ソニー・マガジンズ〈バーズコミックス〉全3巻

1. 1999年8月、ISBN 978-4789781657。
2. 1999年8月、ISBN 978-4789781664。
3. 1999年8月、ISBN 978-4789781671。

- 井上三太『隣人13号』幻冬舎コミックス〈バーズコミックス〉全3巻

1. 2002年5月24日発行、ISBN 978-4-344-80063-2。
2. 2002年6月24日発行、ISBN 978-4-344-80091-5。
3. 2002年7月24日発行、ISBN 978-4-344-80107-3。

### 文庫版
- 井上三太『隣人13号』幻冬舎コミックス〈幻冬舎コミックス漫画文庫〉全3巻

1. 2008年6月24日発行、ISBN 978-4-344-81364-9。
2. 2008年9月19日発行、ISBN 978-4-344-81445-5。
3. 2008年12月24日発行、ISBN 978-4-344-81533-9。

### 廉価版
- 井上三太『隣人13号』幻冬舎コミックス〈バーズコミックスリミックス〉全1巻
  - 2005年3月24日、ISBN 978-4344805460。
- 井上三太『隣人13号 WIDE』幻冬舎コミックス〈バーズコミックスリミックス〉全1巻
  - 2012年12月24日、ISBN 978-4-344-82689-2。
  - 2014年6月24日、ISBN 978-4-344-83191-9。

## 映画
2004年に井上靖雄監督で、映画化もされた。13号役には、中村獅童。十三（じゅうぞう）役には、小栗旬。2005年4月2日公開。R-15指定。

### キャスト
- 13号：中村獅童
- 村崎十三：小栗旬
- 赤井トール：新井浩文
- 赤井のぞみ：吉村由美
- 関肇：石井智也
- 死神：松本実
- 金田：三池崇史
- ヒデさん:(堅島仁希)

### 主題歌
「はがれた夜」（作詞作曲：林龍之介 編曲：鹿島達也　歌：平川地一丁目）

### スタッフ
- 製作：メディア・スーツ、アミューズソフトエンタテインメント
- 監督：井上靖雄
- 脚本：門肇
- 撮影：河津太郎
- 音楽：北里玲二
- 制作プロダクション：P.I.C.S.
- 配給・宣伝：メディア・スーツ
- 上映時間：115分